# Ювенал
Вижте пояснителната страница за други личности с името Ювенал.
Децим Юний Ювенал (на латински: Decimus Iunius Iuvenalis) е един от най-известните римски поети сатирици. Особено популярен е в епохата на Ренесанса.

## Биография
Роден е в началото на управлението на император Нерон (предполагаемо през 55 г.). За негово родно място се смята италианското градче Аквино, в страната на волските. 
Семейството му е свързано с прослойката на либертините (освободените роби) и вероятно е било заможно. Бил е клиент на забогатял освободен роб от Рим. Смята се, че известно време е бил военен трибун, което предполага включването му в съсловието на римските конници.
Получава много добро образование. Учи в Рим за четец декламатор (ретор) и е възможно да е бил сред учениците на Квинтилиан. В родното си място заема висока длъжност в местното самоуправление, както и в тамошната жреческа колегия на обожествения император Веспасиан. При император Траян (към 100 г.) започва да пише и публикува известните си сатири.
Дълго живее в римските провинции, особено след като е пратен в изгнание, въпреки че не е напълно изяснено при кой от императорите е изпаднал в немилост и къде е пребивавал по повод на това (има предположения, че е бил както в пограничните земи на Италия, така и в по-далечни римски владения, като Египет и границите със земите на каледоните в по-късната Шотландия).
Възможно е да се е върнал в Рим и да е умрял там (около 128 г. или може би 131 – 132 г.).

## Творчество
Негови любими похвати са използването на хипербола, както и риторичните въпроси. Запазени са 16 пълни със афоризми, сентенции, сатири на Ювенал, писани в хекзаметри. Много сентенции на Ювенал, като  „Хляб и зрелища“ и „Здрав дух в здраво тяло“, са станали крилати фрази.
Ювеналовите сатири са разделени на 5 книги (1 – 5; 6; 7 – 9; 10 – 12; 13 – 16). Хронологията им е приблизително следната:
- I книга – между 100 и 115 г.,
- II – между 116 и 117 г.,
- III – между 118 и 120 г.,
- IV – между 121 и 127 г.,
- V – след 128 г. и при всички случаи до 131 – 132 г.

Основната идея на неговата сатира е протест срещу властта на парите (злоупотребите с тях и развращаващата сила на лукса и големите състояния, съсредоточаването върху материалното и краткосрочното вместо върху по-висши ценности и идеали). Според него заради богатства в Рим стават ужасни престъпления. Произведенията му съдържат множество остри нападки срещу безогледната експлоатация на римските провинции, жестокото отношение към робите и алчността на римската олигархия, срещу социалната несправедливост (обезземляването, обезправяването и маргинализация на свободното население на Древен Рим, където дребното земевладение е заменено с широкото разпространение на латифундии, а евентуалното оземляване за хора от простолюдието е възможно най-вече за т.нар. ветерани и за занимаващите се със търговия и лихварство либертини), разпада на личния и обществения морал.